# 박종진 (1987년)
박종진(朴宗眞, 1987년 6월 24일 ~ )은 대한민국의 축구 선수로서 포지션은 미드필더이다.

## 클럽 경력
강진중학교, 수원고등학교를 거쳐 숭실대학교를 중퇴하였다.
수원 삼성 유소년을 거쳐서 2007년 J리그 디비전 2 제프 유나이티드에서 시작한 제프 유나이티드에서 프로 생활을 시작하여 그 해 리그에서 10경기를 뛰었으나, 2008년 자신을 영입하였던 아마르 오심 감독이 성적 부진으로 경질된 뒤 부상을 당하여 출전기회를 잡지 못하였다. 결국 그 해 미토 홀리호크로 임대되었으나 잔부상으로 인하여 이렇다 할 활약을 보이지 못하였다. 결국 2009 K리그 드래프트에 참가하였고, 2009년 드래프트 2순위로 강원 FC에 입단했다. 강원 FC에서 그의 첫 번째 골은 피스컵 코리아 2009에서 인천 유나이티드를 상대로 넣은 골이었다.
2010 시즌 여름, 서동현과 트레이드 되어 수원 삼성 블루윙즈로 이적하였다.
2013년 8월 16일 안산 경찰청 축구단으로 입대하였다. 2015년 5월 안산 경찰청 축구단에서 군 복무를 마치고 다시 수원 삼성 블루윙즈로 복귀하였다. 그러나 복귀 후 한 경기에도 나서지 못하였고, 2016년 인천 유나이티드로 이적하였다.

## 국가대표 경력
대한민국 U-20 대표팀으로 2005년 FIFA U-20 월드컵과 2007년 FIFA U-20 월드컵에 참가하였다.

## 기록

### 클럽
2012년 7월 25일 기준
| 시즌     | 클럽               | 소속리그       | 리그 | 리그 | 국내 컵 | 국내 컵 | 리그 컵    | 리그 컵    | 대륙 대회 | 대륙 대회 | 통산 | 통산 |
| 시즌     | 클럽               | 소속리그       | 출장 | 득점 | 출장    | 득점    | 출장       | 득점       | 출장      | 득점      | 출장 | 득점 |
| 일본     | 일본               | 일본           | 리그 | 리그 | 일왕배  | 일왕배  | 나비스코컵 | 나비스코컵 | AFC       | AFC       | 통산 | 통산 |
| -------- | ------------------ | -------------- | ---- | ---- | ------- | ------- | ---------- | ---------- | --------- | --------- | ---- | ---- |
| 2007     | 제프 유나이티드    | J리그 디비전 1 | 10   | 0    | 0       | 0       | 6          | 0          | -         | -         | 16   | 0    |
| 2008     | 제프 리저브        | JFL            | 8    | 0    | 0       | 0       | -          | -          | -         | -         | 8    | 0    |
| 2008     | 미토 홀리호크      | J리그 디비전 2 | 9    | 0    | 1       | 0       | -          | -          | -         | -         | 10   | 0    |
| 대한민국 | 대한민국           | 대한민국       | 리그 | 리그 | FA컵    | FA컵    | K리그컵    | K리그컵    | ACL       | ACL       | 통산 | 통산 |
| 2009     | 강원 FC            | K리그          | 23   | 0    | 2       | 0       | 3          | 1          | -         | -         | 28   | 1    |
| 2010     | 강원 FC            | K리그          | 4    | 0    | 0       | 0       | 0          | 0          | -         | -         | 4    | 0    |
| 2010     | 수원 삼성 블루윙즈 | K리그          | 11   | 0    | 1       | 0       | 1          | 0          | 0         | 0         | 13   | 0    |
| 2011     | 수원 삼성 블루윙즈 | K리그          | 20   | 1    | 4       | 1       | 1          | 0          | 9         | 0         | 34   | 2    |
| 2012     | 수원 삼성 블루윙즈 | K리그          | 13   | 1    | 1       | 0       | -          | -          | -         | -         | 14   | 1    |
| 통산     | 일본               | 일본           | 27   | 0    | 1       | 0       | 6          | 0          | -         | -         | 34   | 0    |
| 통산     | 대한민국           | 대한민국       | 71   | 2    | 8       | 1       | 5          | 1          | 9         | 0         | 93   | 4    |
| 통산     | 통산               | 통산           | 98   | 2    | 9       | 1       | 11         | 1          | 9         | 0         | 127  | 4    |

## 수상

### 클럽

#### 숭실대학교
- 전국대학축구선수권대회: 2006